# René Vandierendonck
René Vandierendonck, né le 1er avril 1951 à Lille (Nord), est un homme politique français.

## Biographie
Son père est tisserand et sa mère est née à Oran.
Titulaire d’une maîtrise en droit et de 2 DES, l’un en droit public et l’autre en sciences politiques à l'Université de Lille II, il est maître auxiliaire de sciences économiques et sociales au lycée Paul-Duez de Cambrai puis assistant de droit public de 1978 à 1983 à l’Université de Lille II.
Il est administrateur territorial de profession.
Directeur de cabinet du maire de Roubaix André Diligent de 1983 à mars 1989, il devient son premier adjoint chargé de l’urbanisme et des rapports avec la Communauté urbaine de Lille.
Élu maire de Roubaix le 28 mai 1994, il est élu en 1995 avec 37 % des voix sur la liste à majorité UDF-CDS. De 1997 à 2001, il est membre du Haut Conseil à l'intégration. Il est réélu maire de Roubaix, cette fois sous l'étiquette PS avec 38 % des voix et le début de son mandat de vice-président de Lille Métropole Communauté urbaine chargé de la politique de la ville.
Sénateur entre 2011 et 2017, René Vandierendonck est membre de la Commission des lois constitutionnelles, de législation, du suffrage universel, du Règlement et d'administration générale et de la Commission sénatoriale pour le contrôle de l'application des lois.
Le 22 mars 2012, Pierre Dubois lui succède à la mairie de Roubaix.

## Détail des mandats et fonctions
- Maire de Roubaix (1994-2012)
- Vice-président de Lille Métropole Communauté urbaine
- Conseiller régional du Nord-Pas-de-Calais
- Sénateur entre 2011 et 2017